# Burni Pase
Burni Pase is een bestuurslaag in het regentschap Bener Meriah van de provincie Atjeh, Indonesië. Burni Pase telt 544 inwoners (volkstelling 2010).